# Crni labudovi
120. lahka brigada GŠ Armije R BiH Crni labudovi, jedna je od jedinica Armije RBiH.  Osnovana je 1992. godine u Sapni. Uzima se da je nastala koncem travnja 1992. godine u Zaseoku. Prvi zapovjednik bio je Mehdin Hodžić a njegov pomoćnik Hase Tirić. Bila je dio 2. korpusa Armije Republike BIH. Kroz nju je prošlo 600 vojnika. Sudjelovala je u brojnim bitkama. U ratu u BiH imala je 79 poginulih te 414 teže i lakše ranjenih.
Brigada se zove po prvom zapovjedniku Mehdinu Hodžiću zvanom Crni labud. Senad Mehdin Hodžić, poznat kao kapetan Senad i Crni labud (15. listopada 1957., Tuzla), do početka rata radio je u Splitu kao milicajac jugoslavenske milicije, poslije kao policajac u Ministarstvu unutarnjih poslova Republike Hrvatske. Krajem 1991. godine vratio se Tuzlu. Ondje se priključio radu Patriotske lige BiH. Poginuo u akciji u selu Zaseok u Sapni 10. svibnja 1992., u kojoj je zajedno sa suborcima zarobio prvi tenk i samohotku za Armiju BiH. Njegovom je zaslugom dobivena prva bitka buduće Armije RBiH nad agresorskim snagama. Pokopan je u Zaseoku. Posmrtno mu je dodijeljen čin brigadnog generala. Odlikovan je ratnim priznanjem Zlatni ljiljan 1992, a Ordenom heroja oslobodilačkog rata 1994. godine. 2008. godine su mu posmrtni ostatci na zahtjev njegove majke premješteni u harem džamije Hemlijaši u kalesijskoj mjesnoj zajednici Memićima. Nakon Hodžićeve pogibije odlučili su sačuvati uspomenu na njega tako da postrojbu nazovu po jednom od njegovih nadimaka.
Počela je kao postrojba Patriotske lige BiH. Preko Prnjavora i Kalesije otišla na područje Sapne radi organizacije otpora u tom kraju. U njo je bilo vojnika iz Kalesije, Bijeljine, Zvornika, Teočaka i drugih mjesta. Poslije borbi na području Sapne svibnja 1992. godine, dio je boraca otišao u Tuzlu. Vrhovno zapovjedništvo uputilo ih je prema sarajevskom bojištu (Konjic, Tarčin, Igman), gdje su u borbama za deblokadu Sarajeva. Na Igmanu su ratovali od lipnja 1992. do lipnja 1993. godine, a dio je postrojbe poslan na goraždansko ratište. Crni labudovi su uključeni u sukob s HVO-om u Sjevernoj Hercegovini, u borbama protiv Hrvata na Zlataru i Bokševici te poslije na području Fojnice. U narednom razdoblju postala je jednom od najpoznatijih postrojba Armije RBiH. Bila je pod izravnim zapovjedništvom Štaba vrhovne komande (ŠVK) odnosno Generalštaba Armije RBiH. Borila se na svim ratištima u Bosni i Hercegovini, u zoni odgovornosti svih korpusa Armije Republike Bosne i Hercegovine.